# پل کوچک راه‌آهن ورسک
پل کوچک راه آهن ورسک مربوط به دوره رضاشاه است و در شهرستان سوادکوه، بخش مرکزی، روستای ورسک واقع شده و این اثر در تاریخ ۲۲ مرداد ۱۳۸۴ با شمارهٔ ثبت ۱۳۰۹۶ به‌عنوان یکی از آثار ملی ایران به ثبت رسیده‌است.